# Абулкасим Насер аль-Мульк
Абулкасим Насер аль-Мульк (перс. ابوالقاسم ناصرالملک; 1 квітня 1866 — 3 лютого 1928) — перський державний і політичний діяч, прем'єр-міністр країни наприкінці 1907 року, за часів правління Мухаммеда Алі Шаха, регент при Ахмаді Шах Каджарі.

## Життєпис
Народився в Тегерані, там же здобув середню освіту, потім навчався в Оксфорді (Коледж Бейлліол). У жовтні 1907 року очолив уряд, але вже у грудні був усунутий від посади й ув'язнений через підозру у спробі державного перевороту. Після конституційної революції був звільнений, а 15 серпня 1912 року отримав пост міністра закордонних справ.